# Brachycephalus rotenbergae
Brachycephalus rotenbergae is een in 2021 ontdekte kikkersoort uit het Braziliaanse tropische regenwoud. De soort komt, voor zover bekend, alleen in de staat São Paulo voor.

## Naam en indeling
De soortindeling werd gedaan op basis van DNA-onderzoek, maar ook van fysieke kenmerken zoals de botstructuur, gedrag en de paringsroep. Door DNA te vergelijken met dat van andere Brachycephalus-soorten, bleek dat het om een nieuwe soort ging.
De soort lijkt heel erg op B. ephippium. Een aantal experts is het er echter nog niet mee eens dat deze soort nieuw is, zij vermoeden dat de soort B. ephippium en B. rotenbergae dezelfde soort zijn, onder andere omdat de genetische verschillen tussen de twee soorten te klein zijn. Er is volgens de experts ook te weinig onderzoek gedaan naar de verschillen tussen de twee soorten.

## Uiterlijke kenmerken

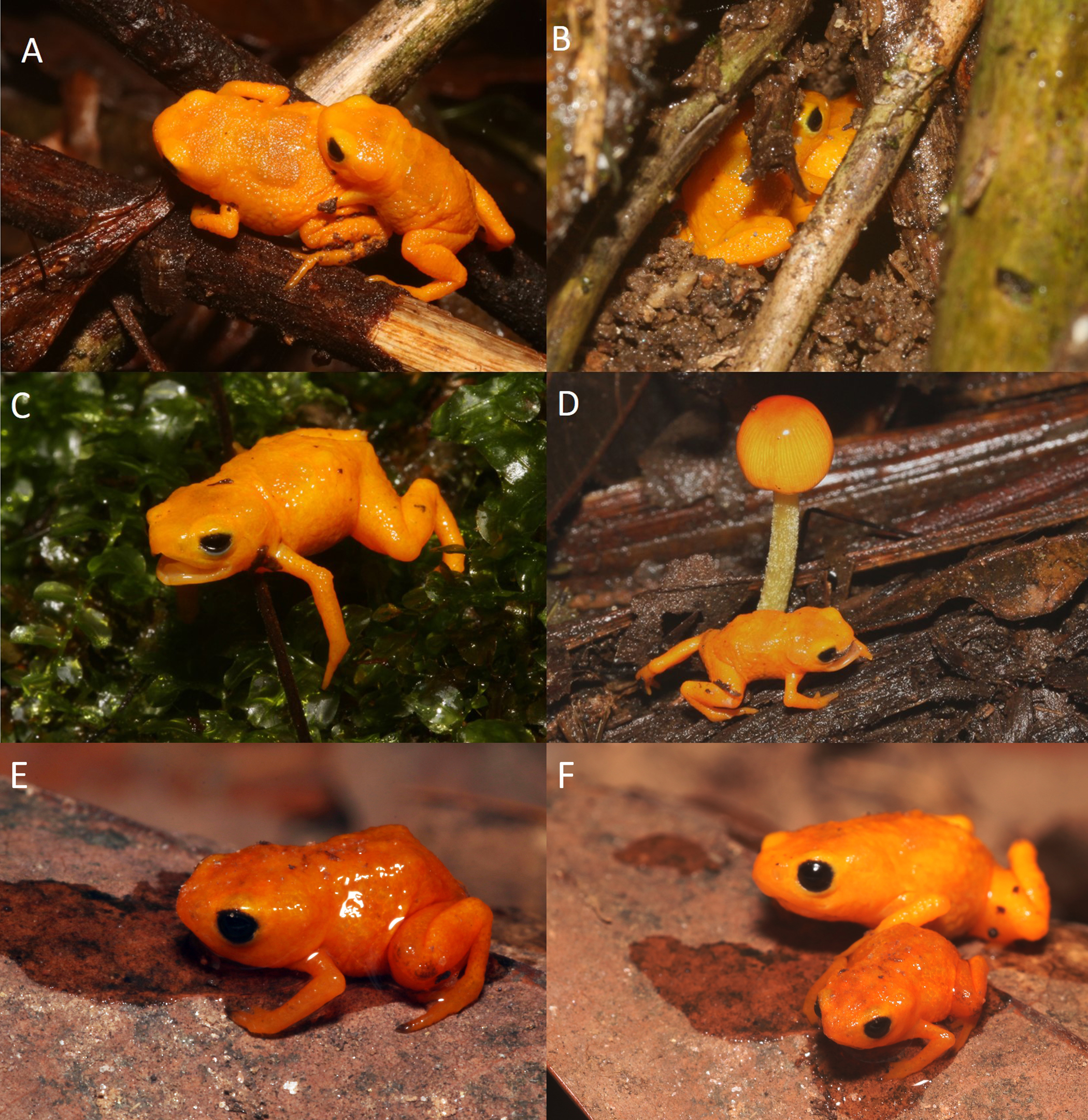
A: paringsomhelzing, B: parend stel dat onder een Euterpe edulis schuilt, C: een dreigend exemplaar, D: een exemplaar onder een oranje paddenstoel, E en F zijn juveniele exemplaren.

De huid van de soort is oranje, net als die van andere kortkopkikkers, die in het Engels ook wel pumpkin frogs genoemd worden. Net als bij andere kortkopkikkers zijn de jonge dieren donkerder, dan de volwassenen. De oranje huid kan een teken zijn dat de kikker giftig is. Echter, gezien de omgeving met gele en oranje bloemen en paddenstoelen kan de oranje huidskleur ook als camouflage werken. Het hele lichaam van de soort is oranje van kleur, het heeft een fors lichaam met een breed hoofd en korte snuit.
Hoewel de soort een paringsroep heeft, kunnen ze elkaar waarschijnlijk niet horen, omdat ze onderontwikkelde oren hebben. Het vermoeden is dat de communicatie vooral visueel verloopt en dat het vooral om de wijd open mond gaat. De soort is ook een van drie kortkopkikkers dat in ultraviolet licht oplicht.
De mannetjes zijn tussen de 1,35 en 1,6 cm lang, vrouwtjes zijn langer en meten tussen de 1,6 en 1,8 cm. Ter verdediging kan de soort twee gedragingen vertonen: de mond wijd openen als dreigement, of vluchten.

## Verspreiding en habitat
De soort leeft op ongeveer 2.000 meter hoogte in de Serra da Mantiqueira. Ze komen met name voor in bladafval op de bosbodem van de halfbladverliezende bossen in de gemeenten Mogi das Cruzes, Campinas en Jundiaí. De mannetjes hebben elk een eigen territorium, waar zij zichzelf aan de wijfjes adverteren. In deze bossen staan planten met gele en oranje bloemen en komen oranje paddenstoelen voor. B. rotenberae is vooral overdag actief. In hoeverre de soort in zijn bestaan bedreigd wordt, is niet duidelijk. Door ontbossing van het Atlantisch Woud wordt het leefgebied wel enigszins bedreigd.